# Émile Duhem
Émile Joseph Duhem (Wattignies, 5 mars 1843 - Aulnay-sous-Bois, 26 avril 1918) est un auteur-compositeur-interprète français, un des chanteurs les plus populaires de la fin du XIXe siècle.

## Biographie
Artiste de café-concert, auteur et compositeur, on lui doit plus de mille huit-cents chansons sur des paroles, entre autres, de Lucien Delormel, Eugène Héros, Eugène Baillet, Félix Baumaine ou Charles Blondelet. Sa chanson la plus connue reste L'abricot de Jeannette, chansonnette dite grivoise dédiée à Anna Judic.
Duhem commence sa carrière en 1863 comme chanteur comique à Lille au Concert du XIXe siècle où il se produit jusqu'en 1869. Il part ensuite pour Strasbourg puis chante en Suisse, à Lyon, à Rouen et dans les grandes villes françaises ainsi qu'à Bruxelles.
Le 16 mai 1869, il signe un contrat avec le Théâtre de l'Eldorado à Paris où il fait sensation dès le début par ses chansons Le Conducteur d'omnibus, Le Bouton de Billou ou encore, entre autres, L'Allumeur de réverbères..., grands succès de la fin du XIXe siècle.
Aristide Bruant lui dédie l'oraison funèbre À Batignolles en 1884 : « à l'ami Emile Duhem de Bataclan ».